# Winfield Scott
Winfield Scott (Laurel Branch (bij Petersburg, Virginia), 13 juni 1786 - West Point (New York), 29 mei 1866) was luitenant-generaal in het Amerikaanse leger, diplomaat en presidentskandidaat. Hij diende langer als generaal dan enig ander in de geschiedenis van de Verenigde Staten.
In de loop van zijn vijftigjarige carrière nam hij deel aan de Oorlog van 1812, de Mexicaans-Amerikaanse oorlog (1846-1848), een aantal oorlogen tegen de indianen en de Amerikaanse Burgeroorlog. De Noordelijke strategie in de burgeroorlog, het Anaconda-plan, waarmee het Zuiden werd verslagen, is van zijn hand.
Nadat hij de Mexicaans-Amerikaanse oorlog had gewonnen was hij een nationale held. Zijn positie was zo prominent dat bij de verkiezingen van 1852 de Amerikaanse Whig-Partij haar zittende president Millard Fillmore oversloeg om Scott aan te wijzen tot kandidaat voor de Amerikaanse presidentsverkiezingen. Scott verloor van Democraat Franklin Pierce, maar bleef een populaire nationale figuur. In 1856 werd hij de eerste Amerikaan sinds George Washington die werd bevorderd tot luitenant-generaal.
In Washington D.C. staat een ruiterstandbeeld van Scott op de naar hem genoemde Scott Circle.

## Militaire loopbaan
- Lance Corporal: juli 1807
- Captain: 3 mei 1808
- Lieutenant Colonel: 6 juli 1812
- Colonel: 12 maart 1813
- Brigadier General: 9 maart 1814
- Brevet Major General: 25 juli 1814
- Major General: 5 juli 1841
- Brevet Lieutenant General: 15 februari 1855, met terugwerkende kracht vanaf 29 maart 1847
- Pensioen: 1 november 1861

## Decoraties
- Congressional Gold Medal op 3 november 1814 en 9 maart 1848
- Gezelschap der Cincinnati in 1815
- Ere-lid van Aztec Club of 1847: 1847
- Militaire Orde van de Loyal Legion of the United States: 1865

- Biblioteca Nacional de España: XX5032558
- Bibliothèque nationale de France: cb135649631 (data)
- Gemeinsame Normdatei: 120905434
- International Standard Name Identifier: 0000 0001 0857 6467
- Library of Congress Control Number: n79059770
- National Archives and Records Administration: 10581900
- Nationale Bibliotheek van Israël: 987007279867705171
- Nederlandse Thesaurus van Auteursnamen: 180928376
- Istituto Centrale per il Catalogo Unico: LIAV156071
- SNAC: w6sc4vsx
- Système universitaire de documentation: 139855122
- Trove: 1526174
- Virtual International Authority File: 54990551
- WorldCat: E39PBJycTMPTDccbr9WhHjVQv3